# ADD2
ADD2‏ (Adducin 2) هوَ بروتين يُشَفر بواسطة جين ADD2 في الإنسان.